# Alaina Percival
Alaina Percival (Atlanta, 1981) es una ejecutiva, emprendedora y conferenciante tecnológica estadounidense, que fundó Women Who Code, una organización sin fines de lucro destinada a promover la presencia de mujeres en carreras tecnológicas, con sede en Estados Unidos.

## Trayectoria
Originaria de Atlanta, Alaina Percival se graduó de la Universidad Estatal de Georgia. Obtuvo una beca para ir a Alemania, comenzando su carrera profesional en Núremberg. Después de un primer trabajo en Puma, donde trabajó como gerente de producto durante tres años, regresó a sus estudios en la Facultad de Negocios de la Universidad Estatal de Georgia, donde se centró en la gestión de marcas y el marketing de lujo.
Después de la universidad, trabajó en una pequeña empresa de calzado para mujeres en Atlanta. Al darse cuenta de que los fabricantes de calzado no estaban diseñando suficientes zapatos adecuados para deportistas, decidió lanzar los primeros zapatos de baloncesto y voleibol Nfinity específicamente para mujeres.
Como conferenciante especializada en tecnología, ha participado en WSJ.d Live, CodeMotion Milan, Grace Hopper, Columbia University's Social Enterprise y Harvard's WECode, entre otros eventos. Además, ha publicado artículos en Forbes, HuffPost y The Wall Street Journal.

### Women Who Code
Alaina Percival, de regreso en Estados Unidos, aprendió a codificar de manera autodidacta para poder trabajar en una startup. Fue entonces cuando decidió desarrollar Women Who Code,como forma de abrir camino hacia el mundo de la tecnología y ayudar a las mujeres a desarrollar habilidades técnicas en este entorno. Women Who Code fue desarrollado inicialmente por Alaina Percival en 2011 durante su tiempo libre.
Durante el verano de 2015 decidió dedicarse a tiempo completo a este proyecto, mudándose a San Francisco. Comprendió la magnitud de los problemas que enfrentan las mujeres en la industria tecnológica, particularmente cuando descubrió que sólo el 5% de los vicepresidentes y directores de ingeniería eran mujeres. Women Who Code tiene un enfoque internacional que abarca 134 países con una programación gratuita o accesible a través de becas.
Bajo el liderazgo de Percival, Women Who Code ha organizado 16.000 eventos gratuitos y alcanzado un enfoque internacional hasta atender a 320.000 miembros en 147 países.